# ساتوشی کادوکورا
ساتوشی کادوکورا (انگلیسی: Satoshi Kadokura؛ زادهٔ ۲۵ مهٔ ۱۹۵۹) موسیقی‌دان اهل ژاپن است.